# Soro (Gassan)
Pour les articles homonymes, voir Soro.
Soro est un village du département et la commune rurale de Gassan, situé dans la province du Nayala et la région de la Boucle du Mouhoun au Burkina Faso.